# 몬로즈
몬로즈(Monrose)는 독일의 팝 밴드이다.

## 디스코그래피
- 2006: Temptation
- 2007: Strictly Physical
- 2008: I Am
- 2010: Ladylike